# MKS Poznań
MKS Poznań – polski klub piłki ręcznej założony w 1991 roku w Poznaniu.

## Historia
Klub powstał w 1991 roku z inicjatywy trenerki Ewy Bąk i prezesa SZS Jana Bartkowiaka pod nazwą WMKS Poznań (Wojewódzki Młodzieżowy Klub Sportowy). Pierwotnie bazą była SP7 w Poznaniu, a od 2002 roku siedzibą jest Gimnazjum nr 54 w Poznaniu przy ul. Newtona 2.
W trakcie sezonu 2015/2016 klub był na skraju upadku ze względu na problemy finansowe. MKS Poznań był zmuszony zrezygnować z sekcji seniorów i skupił się na rozwoju młodzieży. Część zawodników kontynuowała swoje kariery w innych klubach, a część objęła stanowiska trenerskie i do teraz prowadzą drużyny młodzików i juniorów wraz z innymi trenerami. W 2023 roku MKS Poznań ponownie utworzył sekcję seniorską, występującą na najniższym szczeblu rozgrywkowym w Polsce. Ponadto posiada 8 drużyn młodzieżowych, prowadzi MKS „Handball” Ligę dla dzieci.

## Osiągnięcia

### Mistrzostwa Polski Juniorów Młodszych
- 3 miejsce (2001)[1]
- 4 miejsce (2010)[1]

### 1 Liga
- 9 miejsce (2014)[7]
- 10 miejsce (2015-2016)[8][9]

## Skład drużyn

### Drużyna seniorów w sezonie 2015/2016[10]
| Zawodnik              | Pozycja      | Data urodzenia | Wzorst |
| --------------------- | ------------ | -------------- | ------ |
| Bartosz Badowski      | Bramkarz     | 1992-05-09     | –      |
| Daniel Bartłomiejczyk | Rozgrywający | 1994-02-15     | 183    |
| Miłosz Bekisz         | Skrzydłowy   | 1996-12-19     | 189    |
| Piotr Góral           | Bramkarz     | 1996-04-17     | –      |
| Bartosz Grycman       | Skrzydłowy   | 1996-05-19     | –      |
| Jakub Kasperczak      | Obrotowy     | 1980-10-31     | –      |
| Michał Kasperczak     | Rozgrywający | 1977-05-12     | –      |
| Artur Klopsterg       | Skrzydłowy   | 1995-10-02     | 184    |
| Damian Komisarek      | Skrzydłowy   | 1986-06-27     | –      |
| Wojciech Leder        | Skrzydłowy   | 1990-02-28     | –      |
| Tomasz Łączkowiak     | Rozgrywający | 1986-05-15     | –      |
| Patryk Maćkowiak      | Skrzydłowy   | 1997-03-11     | –      |
| Hubert Narożny        | Rozgrywający | 1996-04-12     | –      |
| Łukasz Niedzielak     | Rozgrywający | 1990-07-02     | –      |
| Rafał Niedzielski     | Skrzydłowy   | 1978-09-02     | –      |
| Mateusz Pacała        | Skrzydłowy   | 1994-05-06     | 180    |
| Jakub Pochopień       | Obrotowy     | 1988-04-22     | –      |
| Bartosz Przedpełski   | Rozgrywający | 1991-04-25     | –      |
| Tomasz Sobota         | Bramkarz     | 1984-01-05     | –      |
| Maciej Tokaj          | Rozgrywający | 1994-03-19     | 189    |
| Mateusz Witucki       | Rozgrywający | 1997-10-08     | –      |
| Dariusz Zarzycki      | Bramkarz     | 1995-06-07     | –      |
| Antoni Żochowski      | Skrzydłowy   | 1994-06-08     | –      |

### Drużyna juniorów w sezonie 2019/2020[11]
| Zawodnik           | Pozycja      | Data urodzenia | Wzrost |
| ------------------ | ------------ | -------------- | ------ |
| Eryk Bernacik      | Rozgrywający | 2002-02-17     | 188    |
| Grzegorz Białek    | Skrzydłowy   | 2002-01-06     | 178    |
| Krzysztof Buczko   | Bramkarz     | 2001-11-14     | 187    |
| Szymon Chudzicki   | Skrzydłowy   | 2001-07-20     | –      |
| Igor Cichy         | Skrzydłowy   | 2001-09-29     | 180    |
| Grzegorz Der       | Rozgrywający | 2001-09-24     | 180    |
| Mateusz Dryjer     | Skrzydłowy   | 2001-07-20     | 176    |
| Mateusz Figaj      | Skrzydłowy   | 2001-06-24     | 177    |
| Piotr Iskra        | Obrotowy     | 2001-06-04     | 178    |
| Filip Januchowski  | Rozgrywający | 2001-01-17     | –      |
| Aleks Kamiński     | Rozgrywający | 2001-08-09     | 188    |
| Jakub Lis          | Rozgrywający | 2002-06-19     | –      |
| Filip Liske        | Rozgrywający | 2001-12-04     | 183    |
| Krzysztof Mańczak  | Bramkarz     | 2001-03-23     | 188    |
| Antoni Milecki     | Rozgrywający | 2001-02-25     | 197    |
| Marcin Radniecki   | Rozgrywający | 2001-05-30     | 178    |
| Trojan Stróżyński  | Skrzydłowy   | 2001-03-14     | 175    |
| Adam Wawrzonkowski | Skrzydłowy   | 2001-08-09     | 170    |
| Jan Wichniarek     | Obrotowy     | 2001-05-01     | 186    |

### Pierwsza drużyna juniorów młodszych w sezonie 2019/2020[12]
| Zawodnik             | Pozycja      | Data urodzenia | Wzrost |
| -------------------- | ------------ | -------------- | ------ |
| Mateusz Biba         | Rozgrywający | 2003-09-07     | 177    |
| Krzysztof Łuczka     | Obrotowy     | 2004-05-31     | 184    |
| Mikołaj Grześkowiak  | Rozgrywający | 2003-11-25     | 174    |
| Bartosz Walkowiak    | Rozgrywający | 2004-03-09     | 186    |
| Radosław Klimak      | Skrzydłowy   | 2003-08-01     | 170    |
| Kacper Kozłowski     | Obrotowy     | 2003-11-28     | 161    |
| Mateusz Ławniczak    | Rozgrywający | 2003-10-10     | 182    |
| Adam Łochyński       | Bramkarz     | 2003-11-22     | 161    |
| Remigiusz Łukanowski | Obrotowy     | 2004-10-27     | 184    |
| Kacper Nowak         | Skrzydłowy   | 2003-12-10     | 145    |
| Piotr Stanisławski   | Rozgrywający | 2003-09-06     | 168    |
| Wiktor Stankowski    | Skrzydłowy   | 2003-10-09     | 166    |
| Jakub Strzegocki     | Skrzydłowy   | 2003-08-27     | 166    |
| Maksymilian Świtała  | Skrzydłowy   | 2004-02-07     | 168    |
| Antoni Wagner        | Skrzydłowy   | 2003-12-02     | 151    |
| Konrad Wicher        | Obrotowy     | 2003-04-10     | 175    |

### Druga drużyna juniorów młodszych w sezonie 2019/2020[13]
| Zawodnik            | Pozycja      | Data urodzenia | Wzrost |
| ------------------- | ------------ | -------------- | ------ |
| Mateusz Adamczewski | Rozgrywający | 2004-06-26     | –      |
| Jan Herda           | Bramkarz     | 2004-02-09     | 169    |
| Kacper Janczyk      | Rozgrywający | 2004-04-26     | 176    |
| Michał Jaskowski    | Skrzydłowy   | 2004-02-23     | 173    |
| Tomasz Jelinski     | Rozgrywający | 2005-06-11     | 178    |
| Filip Kosmowski     | Rozgrywający | 2004-01-23     | 186    |
| Alex Łosiński       | Rozgrywający | 2004-01-03     | 168    |
| Kasper Nowaczyk     | Bramkarz     | 2005-02-03     | 166    |
| Aleksy Nowiński     | Rozgrywający | 2005-02-19     | 176    |
| Adam Przybylski     | Obrotowy     | 2004-12-22     | 177    |
| Sebastian Runowski  | Obrotowy     | 2005-03-17     | 176    |
| Mikołaj Rydzewski   | Rozgrywający | 2004-12-20     | 167    |
| Filip Szała         | Rozgrywający | 2005-03-28     | 162    |
| Krzysztof Urbaniak  | Rozgrywający | 2004-05-16     | 173    |
| Erik Uyen           | Skrzydłowy   | 2004-12-23     | 157    |
| Michał Żmidziński   | Rozgrywający | 2004-04-04     | 179    |